# 奉化区
座標: 北緯29度39分 東経121度25分 / 北緯29.650度 東経121.417度
奉化区（ほうか-く）は中華人民共和国浙江省寧波市に位置する市轄区。

## 歴史
738年（開元26年）、唐朝により奉化県が設置された。元代に州に昇格するが、明代に県に戻された。1988年に県級市に改編され、2016年に市轄区に再び改編された。

## 経済
工業面ではアパレル関連産業が発達している。農業面では白桃の産地として有名である。

## 行政区画
- 街道：錦屏街道、岳林街道、江口街道、西塢街道、蕭王廟街道、方橋街道、尚田街道、蒓湖街道
- 鎮：渓口鎮、裘村鎮、大堰鎮、松嶴鎮

## 観光
渓口鎮は市轄区の小鎮で、蔣介石の故郷としても有名。
ここの「渓口風景区」は、国家重点風景名勝区AAAAA級旅遊区に指定されている。
寧波からバスで数十分の距離。渓口鎮の長距離バスターミナルから遠くない距離に以下の旧市街地がある。
- 玉泰塩鋪：蔣介石の実家である塩屋の店舗。父の蔣粛庵が立てたが、没後、息子達に分け与えられ、長男の蔣介卿が受け継いだ。
- 豊鎬房：清光緒13年9月15日に蔣介石は、ここの2階で生まれる。父の蔣粛庵が建て、没後に蔣介石と蔣瑞青に与えられるが、弟の没後に蔣介石が母親達のために改築した住居。
- 蔣氏宗祠：蔣家一族の位牌を安置する霊廟。蔣介石以降の位牌は安置されていない。
- 武嶺幽勝：蔣家の避暑荘と、街の入口の武嶺門がある。
- 民国大雑院：中華民国の文物を集めて展示している観光施設
- 「蔣介石が好きだった」と宣伝されている千層餅が土産として人気がある。

郊外には雪竇風景区や蔣介石の母親の墓所が位置する。

## 出身者
- 蔣介石 - 中華民国総統
- 蔣経国 - 中華民国総統
- 王正廷 - 中華民国の外交官・政治家。北京政府・国民政府の双方で、国務・外交の要職を歴任した。

## 友好都市
- 埼玉県入間市